# Potez 452
Potez 452 là một loại tàu bay của Pháp, được thiết kế và chế tạo bởi hãng Potez, nhằm đáp ứng yêu cầu của Hải quân Pháp về một loại máy bay trinh sát trang bị cho các tàu chiến và tàu tuần dương.

## Biến thể
Potez 450
Mẫu thử với động cơ 230hp Salmson 9AB, 1 chiếc
Potez 452
Biến thể sản xuất với động cơ Hispano-Suiza 9Qd, 48 chiếc.

## Quốc gia sử dụng
Pháp
- Hải quân Pháp

## Tính năng kỹ chiến thuật (Potez 452)
Dữ liệu lấy từ War Planes of the Second World War:Volume Five Flying Boats 
Đặc điểm tổng quát
- Kíp lái: 2
- Chiều dài: 10,23 m (33 ft 6¾ in)
- Sải cánh: 13,00 m (42 feet 7⅝ inch)
- Chiều cao: 3,40 m (11 feet 1⅞ inch)
- Diện tích cánh: 24,3 m² (261,6 sq ft)
- Trọng lượng rỗng: 1.104 kg (2.429 pound)
- Trọng lượng có tải: 1.620 kg (3.571 pound)
- Động cơ: 1 × Hispano-Suiza 9 QD, 260 kW (350 hp)

 Hiệu suất bay 
- Vận tốc cực đại: 217 km/h (117 knot, 135 mph) trên độ cao 2.000 m (6.560 ft)
- Thời gian bay: 5 giờ 10 phút
- Trần bay: 5.500 m (18.040 ft)
- Lên độ cao 2.000 m (6.560 ft): 7 phút 15 giây

Trang bị vũ khí

- Súng: 1 súng máy 7,5 mm (0.295 inch)